# Ipotesi alternative sulla strage di Bologna
Le ipotesi alternative sulla strage di Bologna sono ipotesi formulate nel corso degli anni da vari soggetti più o meno autorevoli, e non comprovate dalle sentenze. A causa del protrarsi negli anni delle vicende giudiziarie e dei numerosi comprovati depistaggi, intorno ai veri esecutori e ai mandanti dell'attentato si sono sempre sviluppate numerose ipotesi e strumentalizzazioni politiche divergenti dai fatti processuali che hanno portato alle condanne definitive dei tre esecutori materiali della strage.
I due punti chiave delle tesi di chi critica la versione ufficiale sono le stranezze del racconto di Sparti. La tesi del vestito «tirolese»: è stato fatto notare l'incongruenza e la stranezza che due ricercati usassero un travestimento così visibile e facile da notare – non c'erano comitive di turisti tedeschi e austriaci vestiti così in stazione – accusando che potesse essere una messa in scena per incastrare il neofascista Fioravanti, come venne fatto con l'anarchico Pietro Valpreda per la strage di piazza Fontana nel 1969 e il depistaggio verso la pista neofascista, che avrebbe avuto poco senso se la strage fosse stata davvero neofascista (la «tesi dell'impistaggio»).
Nel maggio 2007 il figlio di Massimo Sparti (malvivente legato alla Banda della Magliana e principale accusatore di Fioravanti e Mambro) ha dichiarato: «Mio padre nella storia del processo di Bologna ha sempre mentito».
Il terzo condannato, Luigi Ciavardini, venne invece accusato da Angelo Izzo, criminale pluriomicida noto come il «mostro del Circeo», spesso rivelatosi inattendibile.
Il 19 agosto 2011 la Procura di Bologna indagò su due terroristi tedeschi, Thomas Kram e Christa Margot Frohlich, entrambi legati al gruppo del terrorista «Carlos», i quali risulterebbero presenti a Bologna il giorno dell'attentato, seguendo così la pista del terrorismo palestinese e/o mediorientale, mai accettata dal presidente dell'Associazione famigliari vittime Paolo Bolognesi, e invece ripetutamente riproposta da Francesco Cossiga.
Anche persone appartenenti ad aree opposte rispetto all'estrema destra hanno espresso dei dubbi sulla verità emersa dalle indagini giudiziarie. Ad esempio, il giornalista Andrea Colombo, ex militante del movimento Potere Operaio, si espresse così riguardo alla sentenza sui tre neofascisti:
(Andrea Colombo.)
Oltre a Francesco Cossiga, Giovanni Pellegrino e Andrea Colombo, esiste un movimento innocentista che afferma che Mambro, Fioravanti e Ciavardini non siano colpevoli della strage: in una sede romana dell'associazione di sinistra ARCI, nacque nel 1994 il comitato E se fossero innocenti?, ad opera di personalità politiche e culturali di estrazione diversa, tra cui Elio Vito, Liliana Cavani, Giovanni Negri, Luigi Manconi, Marco Taradash, lo stesso Andrea Colombo, Giovanni Minoli, Sandro Curzi, Oliviero Toscani, Giampiero Mughini.
Dubbi (a vario titolo) sulla sentenza sono stati espressi da Marco Pannella, Sergio D'Elia, Luca Telese, Andrea Camilleri, Paolo Mieli, Furio Colombo, Marcello De Angelis, Rossana Rossanda, Enzo Fragalà, Enzo Raisi, Ersilia Salvato, Luigi Cipriani, Ennio Remondino (giornalista che scoprì che la cartella clinica di Sparti era andata distrutta), Sandro Provvisionato, Adriano Sofri, Gabriele Adinolfi, Gianfranco Fini, Paolo Guzzanti, Daniele Capezzone, le ex terroriste delle BR Anna Laura Braghetti e Barbara Balzerani, Gianni Alemanno, Massimo Fini, Giovanni Spadolini, Ugo Volli, Giovanni De Luna, Deborah Fait, Fulvio Abbate, Magdi Allam, Sergio Zavoli, Francesco De Gregori, Liliana Cavani, e dal magistrato Rosario Priore.
Anche il terrorista comunista internazionale «Carlos», a volte accusato lui stesso, sostiene l'innocenza di Mambro e Fioravanti.
Lo stesso Fioravanti ha affermato:
(Valerio Fioravanti.)

## L'ipotesi di Licio Gelli
Licio Gelli ha dichiarato di credere che la strage sia dovuta a un mozzicone di sigaretta che, cadendo accidentalmente su dell'esplosivo o in una caldaia, ne avrebbe causato l'esplosione.
Paolo Bolognesi ha affermato invece che la natura dell'esplosivo ritrovato, che è inerte se non azionato da un detonatore, rende del tutto inverosimile questa ipotesi.

## Ipotesi della ritorsione della NATO
Oltre al citato depistaggio su Ustica, forse ad opera dei servizi segreti, c'è chi ipotizza una ritorsione.
È da tenere in considerazione il fatto che, il 27 giugno 1980, da Bologna era partito l'aereo DC-9 Itavia volo IH870 per Palermo, che fu misteriosamente abbattuto al largo di Ustica provocando la morte di 81 persone. Le versioni ufficiali hanno sempre tenuto le due stragi separate, tanto che per l'opinione pubblica italiana i due fatti appaiono slegati da qualsiasi fattore o nesso comune. Esiste tuttavia, per alcuni, la possibilità che alcuni servizi segreti (CIA e Mossad) avessero provocato la strage di Bologna al fine di mettere sotto pressione il governo italiano e il suo filoarabismo (lodo Moro), in quanto considerato ambiguo e controproducente agli interessi atlantici. Tale filoarabismo dello Stato italiano avrebbe suggerito la protezione del colonnello Gheddafi nel presumibile attacco subito nei cieli di Ustica il 27 giugno di quella stessa estate.
Ciò spiegherebbe la copertura successiva e la deviazione delle indagini sulla strage da parte dello Stato italiano. Questa ipotesi deriva principalmente dalla tesi del terrorista «Carlos» e di alcuni suoi compagni di lotta.

### La versione di «Carlos»
Dalla sua cella, a Parigi, «Carlos», pseudonimo del terrorista filopalestinese Ilich Ramírez Sánchez, affermò che «la commissione Mitrochin cerca di falsificare la storia» e che «a Bologna a colpire furono CIA e Mossad», con l'intento di punire e ammonire l'Italia per i suoi rapporti di fiducia reciproca con l'OLP, che si era segretamente impegnato a non colpire l'Italia in cambio di una certa protezione.
«Carlos» ha poi cambiato più volte versione, affermando che il movente era distruggere un carico di armi destinate alla resistenza palestinese e dare la colpa a loro, poi dichiarando che il Mossad e la CIA non c'entrano, né c'entrano i neofascisti, ma la colpa è di Gladio e dei servizi segreti militari americani.

### Teorie del complotto
In un allegato pubblicato in fascicoli del settimanale di destra L'Italia settimanale venne fornita una particolare ipotesi sulla strage, accomunandola alla strage di Ustica (fu definita letteralmente il «bis»): poi è stata paragonata al caso di Enrico Mattei e al caso Moro. Il testo prosegue con:
Senza contestare le sentenze giudiziarie che hanno riconosciuto gli esecutori materiali, il testo vuole indicare alcuni possibili mandanti internazionali.
Antonino Arconte, militare ed ex Ufficiale del Nucleo G della rete NATO Stay Behind, anche nota Gladio, con il numero G-71, ha affermato e dimostrato con riscontri oggettivi il vero movente che unisce le stragi del 1980 di Ustica il 27 giugno 1980 e di Bologna del 2 Agosto 1980 in molti documenti che, nel Maggio 2002 sono stati denunciati per essere «un falso» da Giulio Andreotti e sui quali, invece, il SISMI, a conclusione di una sua inchiesta pose il "divieto di divulgazione" e, il GIP di Roma, il 7 Maggio 2006, su richiesta della Procura, archiviò ai sensi dell'art.408 cpp "per infondatezza" le accuse di falsità e riconobbe "Antonino Arconte Parte Offesa da ignoti". Pur non sostenendo l'innocenza di Mambro e Fioravanti come esecutori materiali (non essendo a conoscenza dei fatti che li riguardavano), ma da lui definiti probabili «capri espiatori» per proteggere persone coperte dal segreto di Stato partecipanti a quello che nei suoi libri ha definito il "Colpo di Stato perfettamente riuscito" dimostrando anche i motivi di tale convinzione, ha fornito l'unico movente valido e riscontrabile oggettivamente dei mandanti libici e sovietici di quelle stragi e anche gli obiettivi che si proponevano di ottenere nel Capitolo "L'Affaire Maltese" dell'Ultima Missione. Antonino Arconte ha pubblicato tutta la documentazione relativa agli argomenti trattati in copie legalizzate allegate al libro autobiografico L'Ultima Missione ISBN 8890067829 sul CD "Archivio superstite dell'Organizzazione Gladio" ISBN 8890067837 . 
Le sue rivelazioni Pubblicate in successivi testi autobiografici di successo come L'Ultima Missione di G-71 edizione 2013 Mursia Editore, Collana Le nuove Guerre. Testimonianza fra cronaca e storia ISBN 9788842548232 e L'Ultima Missione di G-71 del 2016 ISBN 9788894107999 nonché "Bengasi e dintorni" del 2010 ISBN 9788890668944 con il quale risolve il "mistero" delle stragi del 12 Dicembre 1969 a Milano e Roma rendendo noti il movente e i mandanti che sono state riprese da centinaia di pubblicazioni internazionali, inchieste giornalistiche e televisive riguardanti anche altri episodi definiti "misteri d'Italia" che, nei suoi libri ed interviste sono trasformati in verità oggettive e provate in maniera incontrastabile, come nel libro dell'ex magistrato Ferdinando Imposimato I 55 giorni che hanno cambiato l'Italia.

## La pista mediorientale

### Il gruppo di «Carlos» e la «pista palestinese» del FPLP
Stando a quanto riportato dai media nel 2004, ripreso nel 2007 e ribadito poi nell'autobiografia La versione di K, Francesco Cossiga, in una lettera indirizzata a Enzo Fragalà – capogruppo di Alleanza Nazionale nella commissione Mitrochin (che si occupava del noto archivio di documenti del KGB sovietico) assassinato nel 2010, il cui presidente, Paolo Guzzanti, si trovò poi d'accordo con le rivelazioni di Cossiga - ipotizzò un coinvolgimento palestinese (per mano del FPLP e del gruppo tedesco Separat di Ilich Ramírez Sánchez, noto come «comandante Carlos», venezuelano filopalestinese e insignito della cittadinanza onoraria di Palestina dal leader OLP Yasser Arafat, secondo le sue affermazioni) dietro l'attentato.
Nel 2008 Francesco Cossiga, in un'intervista al Corriere della Sera, ribadì la sua convinzione secondo cui la strage non sarebbe da imputarsi al terrorismo neofascista, ma ad un incidente di gruppi della resistenza palestinese operanti in Italia: il Compound B (esplosivo al tritolo e T4) non può però detonare accidentalmente, e occorre comunque un innesco per le gelatine esplosive (seppur trattandosi di nitroglicerina, quindi più instabile), di cui la bomba era composta in parte maggiore. Allo stesso tempo si dichiarò convinto dell'innocenza di Francesca Mambro e Valerio Fioravanti.

### Illodo Moro
Un'ipotesi nota riguarda il cosiddetto lodo Moro, del quale parla anche lo stesso Aldo Moro nel memoriale scritto durante la prigionia, riguardante un accordo segreto con la dirigenza palestinese, trattato dal colonnello del SISMI Stefano Giovannone. Tra il 1999 e il 2006, durante i lavori istruttori della Commissione stragi (XIII legislatura) e poi della commissione d'inchiesta riguardante il dossier Mitrochin e l'attività d'intelligence italiana (XIV legislatura) sono emersi elementi inediti sui collegamenti internazionali del terrorismo italiano e sulle reti dei servizi segreti dell'ex blocco sovietico e dei principali Paesi arabi come Siria, Libano, Libia, Yemen del Sud e Iraq.
Grazie a queste informazioni è stato possibile riannodare i fili di una trama occultata per 25 anni e scoprire i punti nevralgici di uno dei segreti più sensibili della Repubblica: gli accordi con la dirigenza palestinese (il cosiddetto lodo Moro, che prevedeva nessun coinvolgimento diretto dell'Italia in attentati palestinesi in cambio di libero accesso al territorio da parte dei gruppi antisraeliani legati all'OLP: in più i Paesi arabi avrebbero garantito adeguato afflusso di petrolio per l'Eni); i retroscena del traffico di armi tra FPLP e Italia (e l'origine militare, occidentale o sovietica, dell'esplosivo usato a Bologna); le minacce al governo italiano per il sequestro dei missili di Ortona e l'arresto del capo dell'FPLP in Italia Abu Anzeh Saleh; i legami di Abu Anzeh Saleh con il terrorista internazionalista Ilich Ramírez Sánchez, detto «Carlos»; l'allarme dell'antiterrorismo italiano ai servizi segreti tre settimane prima della strage; il fallimento delle manovre della nostra intelligence per evitare l'azione ritorsiva; l'arrivo in Italia il 1º agosto 1980 del terrorista tedesco Thomas Kram legato al gruppo «Carlos» e ai palestinesi, e presente a Bologna il giorno della strage (poi rifugiatasi temporaneamente a Berlino Est il 5 agosto); possibile ritorsione per la rottura del lodo Moro. Il depistaggio del SISMI sarebbe stato atto a coprire gli accordi segreti italo-palestinesi. A fronte di queste sospetti, il 17 novembre 2005 la Procura bolognese ha aperto un procedimento contro ignoti (7823/2005 RG).
Mino Pecorelli, giornalista assassinato nel 1979, parlò del lodo Moro commentando le parole dell'ex presidente democristiano in una lettera a Flaminio Piccoli, in cui Moro scrisse:
(Aldo Moro, lettera dal covo delle BR.)

Il lodo Moro sarebbe stato coperto dai depistaggi in altre situazioni, come nel caso dei giornalisti Graziella De Palo e Italo Toni, scomparsi (probabilmente rapiti e poi assassinati dalla frangia OLP-FPLP di George Habbash) in Libano il 2 settembre 1980, mentre indagavano a Beirut sui legami tra servizi segreti, terrorismo e organizzazioni palestinesi. La Commissione Mitrochin attribuì nel 2006 la responsabilità dell'omicidio di Toni e De Palo al FPLP, con il concorso di frange dei servizi segreti. 
(Relazione della Commissione Mitrokhin sul gruppo Carlos e l'attentato del 2 agosto.)
Cossiga afferma che lo stesso Habbash gli mandò un telegramma dopo il sequestro dei missili di Ortona nella macchina di Daniele Pifano, leader di Autonomia Operaia, per avvisarlo che l'Italia stava rompendo l'accordo e violando i patti. Il terrorismo arabo-palestinese si rese responsabile di due stragi sul territorio italiano, entrambe a Fiumicino: nel 1973 (prima della stipula dell'accordo) e nel 1985 (dopo la rottura).
Inoltre il 15 febbraio 1984, su richiesta dell'OLP con la quale i brigatisti collaboravano da anni, le BR-PCC uccisero a Roma Ray Leamon Hunt, il comandante in capo della Sinai Multinational Force and Observer Group, la forza militare multinazionale dell'ONU nel Sinai: nel documento di rivendicazione viene affermata la necessità di un intervento antimperialista. Le FARL rivendicarono l'azione insieme alle BR-PCC. Il politologo Giorgio Galli indicò in Maurizio Folini («Corto Maltese») il tramite per cui le armi dell'OLP e di Muʿammar Gheddafi giungevano alle BR, circostanza confermata dal terrorista in persona che utilizzava la sua barca da diporto per il trasporto del materiale bellico. Si è anche scritto che le BR erano in contatto fin dal 1973 con l'OLP al fine di ricercare un trampolino di lancio sulla scena internazionale. La figura della terrorista palestinese Leila Khaled affascinava addirittura Mara Cagol.
«Carlos lo sciacallo» fu anche responsabile di alcune bombe in Francia, come rappresaglia per l'arresto della sua prima moglie e di altri militanti (il che non rende inverosimile la vendetta per il sequestro dei missili e l'arresto di Abu Anzeh Saleh), e che egli stesso, pur essendo condannato per undici omicidi, ha riconosciuto di aver causato più di 1.000 vittime, di cui 200 come «danni collaterali»: a differenza delle BR o dei NAR, che colpivano obiettivi precisi e rivendicavano il tutto, l'associazione Separat-FPLP non esitava nel colpire anche persone che erano, dal loro punto di vista, innocenti conclamati, pur di raggiungere l'obiettivo «rivoluzionario» (o per semplice ritorsione, come le bombe sui TGV francesi e l'attentato della stazione Saint-Charles di Marsiglia).

### Ipotesi di Rosario Priore
Il magistrato Rosario Priore, ex titolare dell'inchiesta su Ustica e sui legami tra P2 e Brigate Rosse, nonché parente di una delle vittime della strage di Bologna (il lontano cugino Angelo Priore), ha sostenuto che il DC-9 di Ustica fu abbattuto da un missile libico o francese durante il confronto tra le tre aviazioni francesi, statunitense e libica, e che la vendetta di Gheddafi per l'attentato di Ustica (perpetrato con l'assenso dell'Italia) e per l'accordo della Valletta, avrebbe potuto essere la fornitura dell'esplosivo ai palestinesi che poi fu usato per la strage di Bologna. Priore ha sostenuto la pista tedesco-palestinese del citato lodo Moro, legandola a quella libica: in pratica i vari servizi e strutture segrete come quella di «Carlos» avrebbero agito di concerto, con l'esplosivo libico ma su incarico non di Habash ma di Abu Ayad (detto anche Abu Iyad, vero nome Salah Mesbah Khalaf, membro del gruppo terroristico Settembre Nero e in seguito dirigente dell'OLP), il leader palestinese citato nel cosiddetto documento olografo di Giovanni Senzani.
L'ex capo brigatista Senzani attribuirebbe, probabilmente secondo quanto riferito dallo stesso Abu Ayad, la strage (assieme all'attentato alla sinagoga di Parigi e quello alla SIOT di Trieste) alla regia del KGB, che tramite la STASI (polizia politica della Germania Est) finanziava il gruppo di «Carlos» e la causa palestinese del FPLP:
Vengono riprese e ribadite le conclusioni della commissione Mitrochin, in quanto i documenti dell'archivio avrebbero confermato il rapporto tra URSS, gruppo Carlos e terroristi mediorientali, e quello tra servizi segreti italiani non solo con la NATO ma anche con il FPLP libanese in relazione al lodo Moro, per tramite del colonnello Stefano Giovannone.
Nel libro I segreti di Bologna (2016) Priore e l'avvocato Valerio Cutonillo hanno anche ipotizzato che il corpo di Maria Fresu, l'unica vittima mai ritrovata, possa essere stato occultato dai depistatori, vista la difficoltà palese per un corpo umano di disintegrarsi in polvere (i corpi della figlia e di un'amica erano pressoché intatti, mentre un'altra amica, anch'ella vicina alla bomba, incredibilmente si salvò, pur gravemente ferita) e portando come prova che i pochi resti (una parte del volto) a lei attribuiti non corrispondevano al gruppo sanguigno della donna (erano di un individuo di gruppo A invece che O negativo, anche se di sesso femminile); questo all'epoca fu spiegata dal perito Giuseppe Pappalardi con la teoria della «secrezione paradossa», secondo cui un corpo può produrre marcatori estranei al proprio gruppo sanguigno, causando errori negli esami, e i resti identificati come i suoi, dato che non corrispondevano ad altri e non esistendo all'epoca l'esame del DNA. Oggi questa teoria è poco accettata dalla medicina, addirittura ritenuta impossibile e non scientifica da alcuni esperti, come il professor Giovanni Arcudi. Non c'erano altre vittime o feriti di sesso femminile a cui fosse possibile attribuire i resti (le donne sfigurate non avevano il gruppo A): secondo la teoria alternativa di Priore apparterrebbero quindi a una donna forse trasportatrice dell'esplosivo, deceduta o rimasta sfigurata, e mai identificata (cosiddetta «ottantaseiesima vittima»). Per contro, i critici di Priore affermano che c'erano altri resti umani (un femore e una parte della mano), oltre alla parte del volto, attribuibili alla vittima (su cui però non furono eseguiti test del gruppo sanguigno), seppur non con certezza, e si sostiene che ci fu una confusione con il gruppo sanguigno della figlia, riportato nella cartella clinica della nascita. Mancava il tronco, solitamente ritrovato anche nel caso di attentatori suicidi, quindi molto più vicini all'esplosivo di quanto fosse lei. Gli effetti personali, la borsa e i documenti della donna furono trovati intatti, assieme a una giacca leggera.
Secondo l'ex giudice è invece possibile che sul corpo di Maria Fresu ci fossero tracce compromettenti, forse dell'esplosivo di origine militare (in uso sia nella NATO che nel blocco orientale, di provenienza cecoslovacca), e che potevano portare alla pista da loro indicata, oppure il corpo dell'ottantaseiesima vittima sarebbe stato scambiato col suo, come depistaggio, dai servizi segreti italiani deviati, per evitare indagini sull'identità della donna misteriosa, che poteva condurre alla verità del lodo Moro.
In particolare è stato ipotizzato l'uso del Semtex (pentrite, anziché del Compound B), che venne usato dai terroristi libici nel 1988 per attentato al volo Pan Am 103 che si schiantò su Lockerbie (Scozia). 
Un quantitativo di Semtex-H fu anche acquistato da Cosa nostra agli inizi degli anni ottanta: parte di esso fu usato per la strage di via d'Amelio, in cui furono uccisi il giudice Paolo Borsellino e cinque agenti di scorta, e per la strage del Rapido 904, mentre un'altra parte di questo esplosivo fu sequestrata dalla DIA di Palermo nel febbraio del 1996. Un altro ingente quantitativo fu invece venduto dal governo cecoslovacco proprio alla Libia che lo utilizzò in alcuni attentati.
Viene inoltre ricordata la presenza, sul luogo della strage, del passaporto, della borsa e di documenti personali di Salvatore Muggironi, docente sardo non vedente e forse militante nei gruppi dell'estrema sinistra della Barbagia (Barbagia Rossa, un gruppo vicino alle BR), non coinvolto. Il sottosegretario di Stato Ivan Scalfarotto confermò nel 2015 la circostanza. Nel gruppo di Muggironi militavano anche Giovanni Paba e Franco Secci (anch'essi ritenuti vicini alle BR), che nel 1976 furono arrestati in Olanda per trasporto di armi ed esplosivo su un treno diretto alla stazione di Amsterdam.
Rosario Priore ha dichiarato:
(Rosario Priore.)
Il giudice in pensione ha anche accusato Paolo Bolognesi, presidente dell'Associazione delle vittime, che gli ricordava il reato di depistaggio («I suoi dieci minuti di celebrità potrebbero costargli cari»), di agire in modo «sovietico» e di minacciarlo.
Non è stato dimostrato che fosse Semtex l'esplosivo al plastico di Bologna. Thomas Kram, nel periodo 1979-1983, ebbe rapporti con il colonnello Gheddafi e lavorò con i servizi segreti della Jamahiyria: inoltre si sa che due ex agenti della CIA, Frank Terpil e Ed Wilson, avevano probabilmente venduto del T4 (esplosivo al plastico, usato anche a Bologna) e alcuni timer a Gheddafi nel 1977.
Il terrorismo libico, negli anni successivi, colpì in Francia (bombe sul TGV poste da uomini di «Carlos» nel 1983), in Germania Ovest (la bomba nella discoteca La Belle nel 1986) e nel Regno Unito (strage di Lockerbie nel 1988, utilizzando una bomba al plastico), oltre all'attacco missilistico su Lampedusa.
Cutonilli e Priore sostengono anche che nel caso in cui si fosse voluta compiere un'efferata strage per uccidere quante più persone possibili, per le caratteristiche specifiche del materiale esploso il 2 agosto 1980 (Semtrex o Compound B, potenziato con gelatina), avrebbe avuto più senso utilizzare un pulverulento, cioè un esplosivo meno rischioso del gelatinato, che è soggetto a oscillazioni se inserito in un elevato campo magnetico. Inoltre è sensibile al caldo e risulta pericoloso anche con il freddo, perché la parte liquida trasuda ed è sensibile all'urto. Secondo l'ex giudice l'esplosivo potrebbe, in via teorica, anche essere detonato per errore a causa del caldo estivo (quindi non per diretta ritorsione) come sostenuto da Cossiga, e il suo originale obiettivo poteva essere il super-carcere di Trani, dove i terroristi avrebbero dovuto abbattere le mura per liberare Abu Anzeh Saleh arrestato in violazione del lodo Moro, tra le proteste di numerosi fedayyin contro il governo Cossiga. Saleh, condannato a 7 anni in primo grado, fu scarcerato il 14 agosto 1981, unico tra gli imputati del processo relativo (Pifano, Neri e Baumgartner), dopo aver scontato 20 mesi di custodia cautelare.

#### Archiviazione del 2015
I magistrati titolari dell'indagine stavano andando già nel 2013-2014 verso l'archiviazione della pista tedesco-palestinese, cosa avvenuta, pur con qualche dubbio da parte della Procura sulla presenza di Kram e Frohlich a Bologna, nel febbraio 2015, che alimenta «un grumo di sospetto».
Thomas Kram ha poi querelato l'ex giudice Priore, ma il GIP di Roma Pierluigi Balestrieri ha archiviato la denuncia per diffamazione poiché, a suo dire, la pista tedesca era basata su una «seria e attendibile piattaforma storiografica».

### Le ipotesi di Raisi
Enzo Raisi (parlamentare di AN, poi di Futuro e Libertà, che il 2 agosto stava per partire per il servizio militare proprio da Bologna ed era nei pressi della stazione quando scoppiò l'ordigno, evitando per pochi minuti di rimanerne possibile vittima) nel libro Bomba o non bomba ha sostenuto che la bomba sarebbe stata destinata ad un obiettivo più simbolico per la causa palestinese, come accadde con le due stragi di Fiumicino (in cui si colpirono, tra le vittime, alcuni italo-israeliani): secondo Cossiga, per un errore (o cambio di programma) sarebbe stato fatto detonare durante il trasporto, mentre secondo l'archivio Mitrochin Bologna sarebbe stata l'obiettivo fin da subito.
Nel libro si è ricostruita la possibile vicenda, seguendo la tesi innocentista sui NAR proposta da Cossiga e dai documenti del dossier Mitrochin: la bomba, ordinata dai palestinesi del FPLP (dalla frazione di George Habbash) e da «Carlos» del gruppo Separat, doveva esplodere in un obiettivo sensibile, con molte vittime israeliane o militari della NATO, oppure su un treno nei pressi di Roma.
Carlos ne incaricò Thomas Kram (la cui presenza è accertata da alcuni documenti in un albergo di Bologna quel giorno, nonostante lui neghi) e altri membri di Separat come Christa Margot Frohlich (che alloggiava all'Hotel Jolly di fronte alla stazione, e fu vista con una grossa valigia) moglie del brigatista romano Sandro Padula, ma per un errore di impostazione del timer e dell'innesco, di comunicazione o un sabotaggio («Carlos» ha affermato che il carico di armi e tritolo era destinato alla resistenza palestinese, ma venne fatto esplodere appositamente dall'Organizzazione Gladio e dai servizi segreti della NATO), esplose a Bologna (in alternativa per ritorsione alla rottura del lodo Moro); il portatore disattento della bomba non è stato identificato poiché il suo corpo sarebbe stato completamente disintegrato dall'improvvisa deflagrazione ravvicinata, e Kram fuggì immediatamente a Berlino Est, mettendosi sotto la protezione della Germania Est (ufficialmente andò ad un incontro con altri elementi del gruppo di estrema sinistra). I servizi segreti e Gladio incaricarono la P2 di dirigere il depistaggio che portasse alla pista del neofascismo, attribuendo l'attentato prima ad Avanguardia Nazionale, poi ai NAR. Lo stesso Cossiga puntò con decisione la pista neofascista, per poi abbandonarla molti anni dopo, quando la situazione si era calmata, poiché la priorità sarebbe stata innanzitutto di nascondere il lodo Moro, in quanto accordo segreto e illegale con l'OLP di Arafat, e salvare le apparenze.
Raisi ha anche sostenuto che l'assassinio della De Palo e di Toni in Libano faceva parte del depistaggio: l'omicidio sarebbe stato compiuto dal FPLP e dai servizi segreti italiani per coprire il secondo scandalo (dopo Ustica) che, nel giro di un mese, aveva messo in imbarazzo i servizi segreti militari, causando immani stragi di cittadini, tuttalpiù che Bologna nuoceva anche alla causa dei palestinesi stessi, in quanto città tradizionalmente di sinistra e filopalestinese.

Mauro Di Vittorio, una delle vittime della strage.

L'ipotesi dell'incidente, proposta con diverse varianti da Enzo Raisi e Francesco Cossiga:
- È verosimile che una valigia piena di esplosivo, destinata a un altro obiettivo, venisse fatta transitare su un treno (tale infatti sarebbe la motivazione della presenza in stazione dell'ordigno), essendoci giá stati dei precedenti sia in Italia che all'estero.
- Probabilmento uno di coloro che portava l'ordigno è morto e il suo corpo e`stato fatto sparire e probabilmente il lembo ritrovato dentro la bara della vittima Fresu, che poi si e' scoperto non essere il suo, potrebbe appartenere a chi traspotava l'ordigno.
- Uno dei periti dei processi di strage, Coppi, non ha escluso che trasportando esplosivi e ordigni insieme potesse essere avvenuto lo scoppio accidentalmente.

Raisi ha sottolineato inoltre la presenza a Bologna di diverse persone, oltre a Kram e la Frolich di personaggi legati al mondo Br e dell'ultra sinistra romana vicine alle Br: In particolare Francesco Marra, che dormí' in un albergo vicino alla stazione la notte tra il 1 e il 2 agosto 1980 e secondo l'ufficiale dei Carabinieri Giraudo, braccio destro del giudice Salvini nelle indagini sulle stragi di Brescia e Piazza Fontana, era a 200 metri dalla stazione al momento dello scoppio della bomba Vi erano inoltra a Bologna nei giorni precedenti alla strage tre donne che usarono passaporti falsi cileni della stessa partita di passaporti falsi usati dallo stesso Carlos e da altri elementi del suo gruppo terroristico.a:
- Infine vi sono dubbi sulla presenza di una vittima della strage di Bologna, Mauro Di Vittorio. Raisi, grazie alla testimonianza del responsabile dell'obitorio di Bologna, venne a sapere che il giorno prima dell'identificazione del corpo di Mauro Di Vittorio da parte della madre e della sorella, due giovani, un uomo di sembianze mediorientali e una ragazza, chiesero di vedere i corpi delle due ultime vittime non ancora identificate e una delle due era proprio Di Vittorio. Quando le due persone passarono davanti al corpo del povero Di Vittorio si bloccarono e fecero un'espressione di stupore. Il carabiniere presente si accorse del fatto e richiamò le due persone, che per tutta risposta si misero a correre e fuggirono. Il fatto è stato confermato da diversi testimoni nel corso delle indagini del pm Ceri sulla pista palestinese. Rimangono infine i dubbi sul riconoscimento del corpo della vittima in quanto al momento dell'esplosione non aveva documenti e gli fu trovato nei pantaloni un biglietto della metropolitana di Parigi ma nessun altro documento risulta tra l'elenco dei beni personali ritrovati all'interno della stazione di Bologna e nessuno ha mai saputo spiegare la sua presenza a Bologna il giorno della strage, visto che per la famiglia si sarebbe dovuto trovare in Inghilterra. Mauro Di Vittorio era un militante dell'area dell'autonomia romana molto legata all'Fplp. Detto questo Raisi non ha mai dichiarato o accusato Di Vittorio di essere coinvolto nella strage, ma semplicemente che ci sono diversi lati oscuri (sulla sua presenza a Bologna il giorno della strage e sul suo riconoscimento) che non sono mai stati accertati dalle autorità giudiziarie competenti e questo appare quanto meno strano.

### La pista libica
C'è anche chi pensa che la Libia stessa abbia avuto una larga parte nella strage di Bologna quale ritorsione per l'attacco al colonnello Gheddafi, avvenuto presumibilmente a Ustica il 27 giugno del 1980, forse ad opera di forze anglo-francesi. L'attacco sarebbe fallito perché il colonnello fu avvisato, come avverrà con Bettino Craxi che lo salverà dal bombardamento aereo su Tripoli del 1986, da qualche personaggio importante della politica italiana.
Queste teorie sono state sostenute da uno dei condannati per la strage (Valerio Fioravanti), dal diplomatico Giuseppe Zamberletti, da Emilio Colombo, da uno dei condannati per depistaggio, (Francesco Pazienza, dopo la scarcerazione), da Giovanni Spadolini, da alcuni ex brigatisti e da un collaboratore di giustizia legato alla criminalità organizzata).
Sebbene Cossiga avesse escluso la complicità diretta di Gheddafi accusando solo i palestinesi, talvolta la pista libica è stata collegata a quella mediorientale-palestinese suggerita dalla Mitrokhin e da Cossiga stesso.
In questa occasione aviazioni NATO avrebbero lanciato, col consenso del governo italiano che non si occupò di vigilare sulle rotte civili, un missile che appunto non colpì Gheddafi, ma un caccia libico (ritrovato in Calabria) e l'aereo DC-9 Itavia. Poco più di un mese dopo, proprio il 2 agosto, l'Italia, alla Valletta, firmò un accordo per proteggere Malta da possibili attacchi libici, nell'ambito della crisi Malta-Libia.
Il rais libico avrebbe minacciato l'Italia durante un comizio a Tripoli nell'agosto 1979, dicendo che «fra poco gli italiani conosceranno il significato della parola terrore». Le minacce libiche, proferite e fatte pervenire anche poche ore prima dello scoppio della bomba, sono state confermate dal diplomatico inviato del governo a Malta per la firma del trattato, Giuseppe Zamberletti: Bologna era anche il luogo da cui era partito l'aereo abbattuto a Ustica.
Secondo Zamberletti la Libia sarebbe responsabile anche della strage di Ustica, in un'azione di guerra tra NATO e Libia, tramite una bomba a bordo nell'ambito della strategia terroristica del colonnello Gheddafi.
(Giuseppe Zamberletti.)
Nel 1999 il collaboratore di giustizia Francesco Di Carlo (ex mafioso di Altofonte), interrogato dal giudice Rosario Priore, dichiarò che, quando era detenuto in Inghilterra per traffico di droga, il suo compagno di cella era «il braccio destro di un colonnello siriano che si stava esercitando in Libia nel 1980» che gli confidò che la strage di Bologna era stata compiuta dai servizi segreti libici «per ripicca contro i servizi italiani che avevano aiutato gli americani», i quali volevano abbattere l'aereo sul quale viaggiava Gheddafi, sfociando appunto nella strage di Ustica.
La bomba al tritolo di Bologna – di fabbricazione militare – sarebbe stata posta da agenti segreti libici come quella della strage di Lockerbie del 1988 (270 vittime), in cui è riconosciuta la responsabilità del governo di Tripoli e di un suo agente, Abd el-Basset Ali al-Megrahi, che la attuò, probabilmente, per vendicare un abbattimento per errore di un aereo di linea della Repubblica Islamica dell'Iran (causato dall'aviazione statunitense), con cui la Libia aveva un'alleanza strategica, o da Thomas Kram del gruppo filopalestinese e filoarabo di «Carlos», che fu collaboratore anche dei libici. La tesi, oltre che da Fioravanti, è appoggiata da elementi dissociati delle Brigate Rosse, mentre Cossiga affermò invece che Gheddafi non era coinvolto.
Gheddafi si fece anche promotore di un lancio di missili contro il territorio italiano nel 1986, prima della distensione degli anni novanta.
Peraltro la NATO ufficialmente avversava Gheddafi ritenendolo il principale nemico globale, e quindi anche l'Italia era tenuta a farlo, ma i produttori di armi italiani trafficavano anche in armamenti ed esplosivi con la Jamahiyria (la Libia aveva molti rapporti di questo tipo anche con l'URSS).
Anche gli stessi NAR, condannati come esecutori materiali, professavano una posizione di anti-imperialismo, come gli stessi libici. Parte degli archivi di Gheddafi, contenenti forse informazioni sui finanziamenti e i coinvolgimenti del regime di Tripoli con il terrorismo internazionale e gli accordi petroliferi occulti, sono stati ritrovati, mentre parte sono andati persi durante la guerra civile libica e con la morte del rais stesso durante questo conflitto.
Il punto debole della teoria è che Gheddafi non rivendicò l'attentato, mentre sfidò apertamente gli Stati Uniti in altre occasioni. Tuttavia, nemmeno la strage di Lockerbie venne rivendicata, benché sia accertata la colpevolezza dei libici, e così sarà anche per la bomba di Berlino, anche se i libici, messi alle strette, si offriranno negli anni duemila di pagare un risarcimento danni alle vittime e ai parenti.

### Il depistaggio «petrolifero»
Giovanni Spadolini si dichiarò convinto della pista libica, in un'interrogazione parlamentare del 4 agosto, quando si capì che era detonata una bomba e non una caldaia, ma Cossiga dichiarò subito la strage come «fascista», apparentemente senza prove certe (all'epoca di questa affermazione), ritrattando alcuni anni dopo accusando il terrorismo palestinese. Lo stesso depistaggio dei servizi segreti e della P2, sarebbe servito a indicare la pista del neofascismo, anche se non quella dei NAR ma quella «internazionale», per scagionare la Libia ed evitare incidenti diplomatici, poiché Gheddafi aveva importanti partnership commerciali e petrolifere con l'Eni e la FIAT, nonché quote di partecipazioni azionarie. Il leader libico coltivava anche buoni rapporti con Giulio Andreotti. L'ex faccendiere Francesco Pazienza, condannato a 13 anni per i depistaggi verso la pista neofascista, ha sostenuto questa tesi in interviste concesse dopo la scarcerazione, affermando che anche il procuratore Domenico Sica propose la pista libica, rivelando il motivo per cui Gelli volle depistare, e cioè la difesa degli interessi finanziari e petroliferi italiani con il regime di Gheddafi, poiché «coinvolgerla [la Libia]», sempre secondo l'ex collaboratore del SISMI a Milena Gabanelli, «in quel momento avrebbe voluto dire tragedia per la Fiat e per l'Eni».